# Huda Akil
Huda Akil (Damasc, Síria, 19 de maig de 1945) és una neurocientífica, la recerca pionera de la qual ha contribuït a la comprensió de la neurobiologia de les emocions, entre elles el dolor, l'ansietat, depressió i l'abús de substàncies. És coneguda per proporcionar la primera evidència fisiològica de la funció de les endorfines al cervell i demostrar que les endorfines s'activen per l'estrès i poden causar la inhibició del dolor.
És una dels principals set científics que conformen el grup de treball d'investigació Hope For Depression, que junts van desenvolupar un pla de recerca] que combina els coneixements més avançats en genètica, epigenètica, biologia molecular, electrofisiologia i imatges cerebrals en un esforç per accelerar la recerca científica d'avantguarda relacionada amb la depressió i el seu humor relacionat i els trastorns emocionals. Al llarg de la seva carrera, ha estat distingida amb nombrosos premis i afiliació a diverses societats, més notablement es va desempenyorar com a presidenta de la Society for Neuroscience, l'organització de neurociències més gran del món.

## Biografia

### Primers temps i educació
Akil va néixer a Damasc, Síria, on va ser criada per una família que creia fermament en l'educació, també per a les dones, en un lloc i època que no valorava l'educació de les dones. Va assistir a una escola catòlica francesa des del preescolar fins a l'escola secundària, on va ser educada per monges del món sencer. Es va inspirar per seguir una vida científica després de llegir un llibre sobre Marie Curie, que li va ser lliurat per una de les monges franceses a la biblioteca. Akil es va referir a aquest cas com un «punt d'inflexió» en la seva vida on es va adonar que una dona que va créixer lluny dels centres de coneixement, Gran Bretanya, França i els Estats Units, pot convertir-se en una científica, com Curie. 
Va obtenir la seva llicenciatura a la Universitat Americana de Beirut a Líban. Va ingressar a la universitat com a estudiant de segon any, amb una beca de la Fundació Rockefeller que l'exigia que obtingués excel·lents qualificacions, i això li va resultar particularment difícil, ja que no parlava l'anglès amb fluïdesa. Tanmateix, va complir amb aquest requisit i es va graduar Summa cum laude el 1967, i va rebre un batxillerat en Psicologia. Akil inicialment es va interessar en la psicolingüística, un interès que va despertar el seu pare, que va ser psicòleg.
Després de graduar-se, Akil va continuar a la Universitat Americana de Beirut amb un procés d'ensenyament-aprenentatge per un any abans del seu viatge a els Estats Units per continuar amb la seva educació a la Universitat d'Iowa. A la Universitat d'Iowa, va prendre un curs sobre els aspectes bàsics de la neurociència i la farmacologia atraient el seu interès, el que la va portar a completar una rotació en el laboratori d'electrofisiologia on va investigar sobre l'aprenentatge amb Steve Fox. Akil aviat va ser acceptada a Universitat de Califòrnia a Los Angeles (UCLA) per obtenir el seu doctorat. A UCLA, va treballar amb John Liebeskind en la recerca del dolor i, després de completar el seu doctorat, es va unir al laboratori de Jack Barchas a la Universitat Stanford.

## Trajectòria i investigació
La recerca d'Akil abasta moltes àrees, però està arrelada comunament en la comprensió de les emocions. Al llarg de la seva carrera, la seva investigació va incloure treballs sobre receptors d'opiacis, anàlisi de funcions estructurals, estudis de la conducta, neurobiologia del trastorn psiquiàtric agut, cervells post mortem i recerca genètica molecular. Akil va declarar que: «Sempre es va tractar d'entendre els circuits de les emocions. Sempre he estat interessada en la forma en la qual el procés de resposta al món canvia el cervell i com, alhora, el cervell canvia l'entorn dels animals i les percepcions del món. M'encanta tot».
Al 1970, Akil es va associar a John Liebeskind, un professor ajudant en la UCLA interessat en la neurobiologia del dolor, i específicament es va enfocar en els circuits neuronals del dolor fantasma, i la idea que el dolor fantasma no era un fenomen purament físic, sinó que també tenia un paper psicològic. Un altre membre del laboratori va observar que l'estimulació elèctrica reduïa en lloc de millorar l'experiència del dolor, el que va motivar a Akil i el seu company, David Mayer, a continuar investigant aquest fenomen, al qual més tard van nomenar «analgèsia produïda per estimulació» (SPA per les seves sigles en anglès). En treballar amb rates, van trobar que l'estimulació en diversos llocs mesencefàlics i  diencefàlics suprimia la capacitat de resposta als estímuls dolorosos i deixava d'altres receptors sensorials relativament poc afectats. Aquesta idea de la SPA «analgèsia produïda per estimulació», es va convertir en el tema de la tesi doctoral d'Akil. La recerca addicional en aquesta àrea es va realitzar en la rata emprant la Prova de la retirada de la cua (Tail Flick test) de D'Armour i Smith per investigar el paper que exercien les monoamines cerebrals, la dopamina, la noradrenalina i la serotonina. Akil i els seus col·legues van utilitzar quatre mètodes distints per alterar la transmissió a les vies de monoamines: l'esgotament de les reserves de monoamines, el reemplaçament de les reserves de monoamines esgotades, la potenciació dels sistemes de monoamines, i el bloqueig dels receptors de catecolamina; els quatre mètodes van produir resultats consistents en l'interior. Al 1977, van descobrir que l'antagonista narcòtic naloxona revertia parcialment l'analgèsia produïda per l'estimulació elèctrica focal del cervell. En aquest estudi es va produir analgèsia en la substància grisa periaqüeductal, una àrea del cervell que conté una gran quantitat de punts d'unió d'opiacis. Aquest estudi, al costat dels resultats d'altres estudis realitzats en aquest moment, va suggerir que existeix un sistema neuronal natural en el cervell, que utilitza una substància similar a la morfina per produir analgèsia, tanmateix, no se sabia si l'activació d'aquest sistema es va produir pel que fa a la farmacologia per estimulació directa del receptor o elèctricament per la secreció de la substància endògena.
Una combinació d'investigació conductual, farmacològica i bioquímica va conduir Akil i els seus col·legues del Laboratori Barchas a Stanford, cap a les endorfines, concretament dos pèptids nomenats encefalines. El que va seguir va ser una cursa contra altres grups d'investigació per identificar aquestes substàncies químiques similars a la morfina i determinar què activa el sistema. Essencialment, van desenvolupar un tipus d'analgèsia induït per estrès que responia a la naloxona. Basant-se en recerques anteriors, Akil i els seus col·legues van establir que en el tipus d'estrès agut provoca un augment significatiu als peptídics opioides, encefalines i endorfines amb una reducció simultània en la capacitat de resposta al dolor.
Akil va continuar investigant a l'àrea de peptídics opioides i els seus receptors a l'Institut d'Investigació de Salut Mental de la Universitat de Michigan, on va treballar com a científica bàsica.
El seu equip va combinar els seus esforços d'investigació amb els del seu espòs Stanley Watson, que també treballava en la Universitat de Michigan com a psiquiatre biològic. Després de caracteritzar l'anatomia de quatre peptídics opioides, betaendorfina, dinorfina, metionina encefalina i leucina encefalina i els seus receptors, els dos grups van clonar dos tipus de receptors i van realitzar anàlisi d'estructura i funció per determinar la base molecular d'alta afinitat i selectivitat cap a lligands endògens. Al llarg dels anys, els dos laboratoris van portar a terme una extensa investigació en una varietat de mecanismes moleculars i neurals relacionats amb la reactivitat a l'estrès i la seva vinculació amb l'ansietat i la depressió, centrant-se en el vincle dels opioides i els seus receptors a l'analgèsia induïda per l'estrès, així com al paper dels receptors de l'esteroide de l'hormona de l'estrès a l'emotivitat.
Akil i Stanley Watson van ser els primers de demostrar que existeix una sensibilitat anormal i reduïda per a la retroalimentació ràpida de glucocorticoides que es produeix a nivell del cervell, en lloc de la pituïta en pacients deprimits.

## Premis i honors
Akil és una científica condecorada que ha rebut nombrosos premis per la seva destacada investigació al llarg de la seva carrera, entre ells s'inclou el premi Pacesetter de l'Institut Nacional sobre l'Abús de Drogues el 1993. A l'any següent li va ser atorgat el premi Robert J. and Claire Pasarow Foundation Medical Research per Neuropsiquiatria. Al 1998, Akil va ser honrada amb el premi Sachar de la Universitat de Colúmbia i el premi Unrestricted Research Funds de Bristol Myers Squibb. Així mateix, va guanyar el premi John P. McGovern en Ciències del Comportament de l'Acadèmia Americana de les Arts i les Ciències el 2006, i el 2007 va rebre el premi Mika Salpeter a la Trajectòria de la Societat de Neurociència, i el premi Patricia Goldman-Rakic per Neurociència Cognitiva. Va ser guardonada també amb el premi Paul Hoch al servei d'investigació destacada del Col·legi Estatunidenc de Neuropsicofarmacologia en 2010, el premi Sarnat 2012 de l'Institut de Medicina compartit amb el seu espòs Stanley Watson, i el premi de l'Association of American Medical College 2013 a la investigació destacada en Ciències Biomèdiques.
Així mateix, ha estat honrada amb l'afiliació a diverses societats, entre ells l'Institut de Medicina de l'Acadèmia Nacional de Ciències dels Estats Units, l'Associació americana per l'avanç de la ciència i l'Acadèmia Americana de les Arts i les Ciències. Addicionalment, va exercir com a presidenta del Col·legi dels Estats Units de Neuropsicofarmacologia el 1998 i presidenta de la Society for Neuroscience en 2004. És copresidenta del Comitè Directiu de Neurociències de la Foundation for the National Institutes of Health i membre del consell de l'Institut de Medicina de l'Acadèmia Nacional de Ciències dels Estats Units.